# Vịnh Salerno

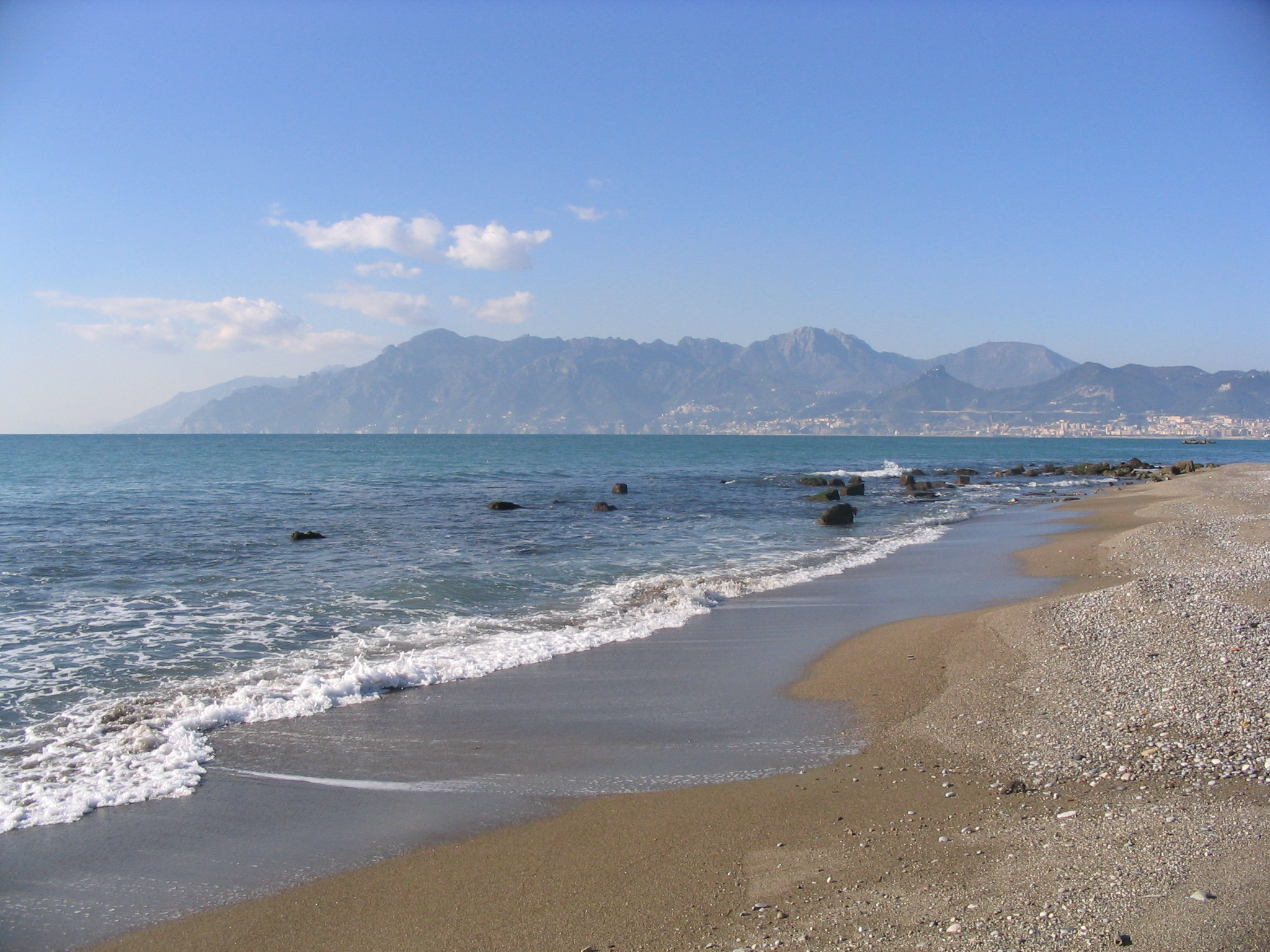
Vịnh Salerno

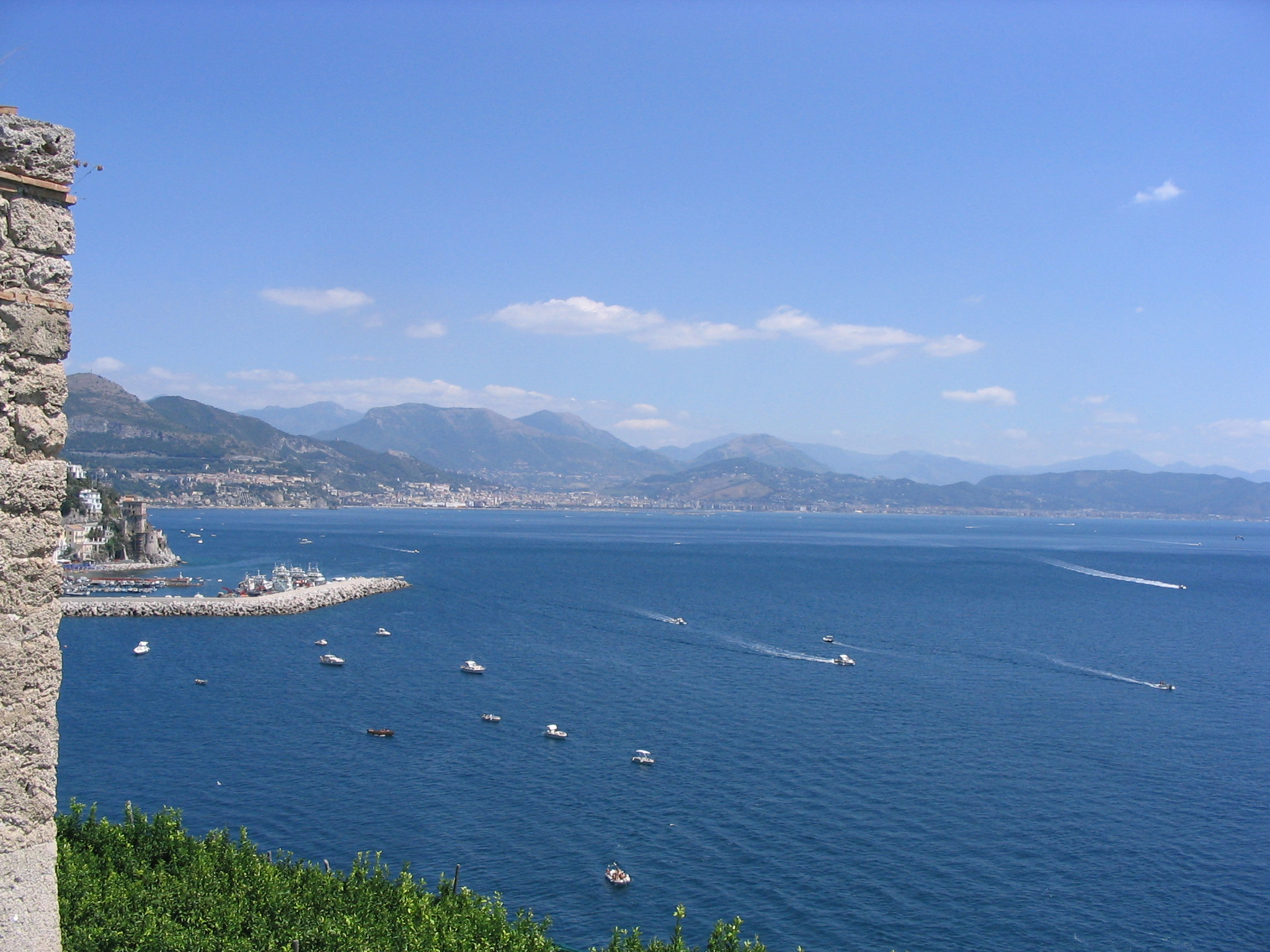
Vịnh Salerno nhìn từ Bờ biển Amalfi

Vịnh Salerno là một vịnh của Biển Tyrrhenus, ngoài bờ biển của tỉnh Salerno ở phía tây nam Ý.

## Địa lý
Bờ phía bắc của vịnh này là bờ biển Amalfi, một nơi hấp dẫn các du khách, trong đó có các thành phố như Amalfi, Maiori, Positano và Salerno. Vịnh này có diện tích khoảng 2.450 km².
Vịnh Salerno ngăn cách với Vịnh Napoli ở phía bắc bởi bán đảo Sorrentina. Ở phía nam vịnh này giáp ranh bờ biển Cilento.

## Các thành phố và thị trấn trên bờ vịnh
- Bờ biển Amalfi
  - Positano
  - Praiano
  - Conca dei Marini
  - Amalfi
  - Minori
  - Maiori
  - Cetara
  - Vietri sul Mare
- Salerno
- Piana del Sele
  - Pontecagnano Faiano
  - Bellizzi
  - Battipaglia
  - Eboli
  - Capaccio-Paestum
- Bờ biển Cilento
  - Agropoli
  - Castellabate